# Children of the Living Dead

Children of the Living Dead est un film américain réalisé par Tor Ramsey, sorti en 2001.

## Fiche technique
- Titre : Children of the Living Dead
- Réalisation : Tor Ramsey
- Scénario : Karen L. Wolf
- Production : John A. Russo, Joseph Wolf et Karen L. Wolf
- Musique : Alan Howarth
- Pays d'origine : États-Unis
- Format : Couleurs - 1,85:1
- Genre : Horreur
- Durée : 90 minutes
- Dates de sortie : 2001

## Distribution
- Tom Savini : Deputy Hughs
- Damien Luvara : Matthew Micheals
- Jamie McCoy : Laurie Danesi
- Sam Nicotero : Dusty
- Heidi Hinzman : Candy Danesi
- Philip Bower : Joseph Michaels